# Coupe d'Asie des nations de football 1992
Navigation
Coupe d'Asie 1988 Coupe d'Asie 1996
La coupe d'Asie des nations de football 1992 est une compétition qui s'est déroulée au Japon en octobre-novembre 1992 et qui a vu la victoire du Japon. Le Japon était qualifié d'office en tant que pays organisateur, ainsi que l'Arabie saoudite vainqueur de l'édition précédente.

## Tournoi final
- Tournoi au Japon, octobre-novembre 1992

### Groupe 1
| Groupe 1 |                     |     |   |   |   |   |    |    |      |
|          | Équipe              | Pts | J | G | N | P | BP | BC | Diff |
| 1        | Japon               | 4   | 3 | 1 | 2 | 0 | 2  | 1  | +1   |
| 2        | Émirats arabes unis | 4   | 3 | 1 | 2 | 0 | 2  | 1  | +1   |
| 3        | Iran                | 3   | 3 | 1 | 1 | 1 | 2  | 1  | +1   |
| 4        | Corée du Nord       | 1   | 3 | 0 | 1 | 2 | 2  | 5  | -3   |

| 30 octobre   | Iran                | 2 | 0 | Corée du Nord       |
|              | Japon               | 0 | 0 | Émirats arabes unis |
| 1er novembre | Émirats arabes unis | 0 | 0 | Iran                |
|              | Japon               | 1 | 1 | Corée du Nord       |
| 3 novembre   | Émirats arabes unis | 2 | 1 | Corée du Nord       |
|              | Japon               | 1 | 0 | Iran                |

| 30 octobre 1992 | Corée du Nord | 0 – 2 | Iran                       | Bingo Sports Park, Onomichi                      |                                                  |
| 17:00           |               |       | 30e Pious · 80e Ghayeghran | Spectateurs : 8 000 Arbitrage : Omer Al-Mehannah | Spectateurs : 8 000 Arbitrage : Omer Al-Mehannah |
| 17:00           | Rapport       |       |                            | Spectateurs : 8 000 Arbitrage : Omer Al-Mehannah | Spectateurs : 8 000 Arbitrage : Omer Al-Mehannah |

| 30 octobre 1992 | Japon   | 0 – 0 | Émirats arabes unis | Bingo Sports Park, Onomichi                 |                                             |
| 19:00           |         |       |                     | Spectateurs : 10 000 Arbitrage : Wei Jihong | Spectateurs : 10 000 Arbitrage : Wei Jihong |
| 19:00           | Rapport |       |                     | Spectateurs : 10 000 Arbitrage : Wei Jihong | Spectateurs : 10 000 Arbitrage : Wei Jihong |

| 1er novembre 1992 | Iran    | 0 – 0 | Émirats arabes unis | Hiroshima Big Arch, Hiroshima                    |                                                  |
| 12:00             |         |       |                     | Spectateurs : 25 000 Arbitrage : Jamal Al Sharif | Spectateurs : 25 000 Arbitrage : Jamal Al Sharif |
| 12:00             | Rapport |       |                     | Spectateurs : 25 000 Arbitrage : Jamal Al Sharif | Spectateurs : 25 000 Arbitrage : Jamal Al Sharif |

| 1er novembre 1992 | Japon        | 1 – 1 | Corée du Nord            | Hiroshima Big Arch, Hiroshima                      |                                                    |
| 14:00             | Nakayama 80e |       | 29e (pen.) Kim Kwang-min | Spectateurs : 32 000 Arbitrage : Rasheed Al-Jassas | Spectateurs : 32 000 Arbitrage : Rasheed Al-Jassas |
| 14:00             | Rapport      |       |                          | Spectateurs : 32 000 Arbitrage : Rasheed Al-Jassas | Spectateurs : 32 000 Arbitrage : Rasheed Al-Jassas |

| 3 novembre 1992 | Émirats arabes unis      | 2 – 1 | Corée du Nord     | Hiroshima Big Arch, Hiroshima                |                                              |
| 12:00           | K. Saad 81e · Bakhit 85e |       | 69e Kim Kwang-min | Spectateurs : 33 000 Arbitrage : Neji Jouini | Spectateurs : 33 000 Arbitrage : Neji Jouini |
| 12:00           | Rapport                  |       |                   | Spectateurs : 33 000 Arbitrage : Neji Jouini | Spectateurs : 33 000 Arbitrage : Neji Jouini |

| 3 novembre 1992 | Japon     | 1 – 0 | Iran | Hiroshima Big Arch, Hiroshima                    |                                                  |
| 14:00           | Miura 87e |       |      | Spectateurs : 37 000 Arbitrage : Jamal Al Sharif | Spectateurs : 37 000 Arbitrage : Jamal Al Sharif |
| 14:00           | Rapport   |       |      | Spectateurs : 37 000 Arbitrage : Jamal Al Sharif | Spectateurs : 37 000 Arbitrage : Jamal Al Sharif |

### Groupe 2
| Groupe 2 |                 |     |   |   |   |   |    |    |      |
|          | Équipe          | Pts | J | G | N | P | BP | BC | Diff |
| 1        | Arabie saoudite | 4   | 3 | 1 | 2 | 0 | 6  | 2  | +4   |
| 2        | Chine           | 4   | 3 | 1 | 2 | 0 | 3  | 2  | +1   |
| 3        | Qatar           | 2   | 3 | 0 | 2 | 1 | 3  | 4  | -1   |
| 4        | Thaïlande       | 2   | 3 | 0 | 2 | 1 | 1  | 5  | -4   |

| 29 octobre | Arabie saoudite | 1 | 1 | Chine     |
|            | Qatar           | 1 | 1 | Thaïlande |
| 31 octobre | Arabie saoudite | 1 | 1 | Qatar     |
|            | Chine           | 0 | 0 | Thaïlande |
| 2 novembre | Arabie saoudite | 4 | 0 | Thaïlande |
|            | Chine           | 2 | 1 | Qatar     |

| 29 octobre 1992 | Arabie saoudite | 1 – 1 | Chine       | Hiroshima Big Arch, Hiroshima                     |                                                   |
| 17:00           | Al-Thuniyan 17e |       | 41e Li Bing | Spectateurs : 15 000 Arbitrage : Shinichiro Obata | Spectateurs : 15 000 Arbitrage : Shinichiro Obata |
| 17:00           | Rapport         |       |             | Spectateurs : 15 000 Arbitrage : Shinichiro Obata | Spectateurs : 15 000 Arbitrage : Shinichiro Obata |

| 29 octobre 1992 | Thaïlande        | 1 – 1 | Qatar     | Hiroshima Big Arch, Hiroshima                      |                                                    |
| 19:00           | Areesngarkul 42e |       | 81e Soufi | Spectateurs : 21 000 Arbitrage : Hossein Khoshkhan | Spectateurs : 21 000 Arbitrage : Hossein Khoshkhan |
| 19:00           | Rapport          |       |           | Spectateurs : 21 000 Arbitrage : Hossein Khoshkhan | Spectateurs : 21 000 Arbitrage : Hossein Khoshkhan |

| 31 octobre 1992 | Arabie saoudite | 1 – 1 | Qatar       | Hiroshima Stadium, Hiroshima                |                                             |
| 13:00           | Al-Muwallid 86e |       | 74e Mustafa | Spectateurs : 4 000 Arbitrage : Neji Jouini | Spectateurs : 4 000 Arbitrage : Neji Jouini |
| 13:00           | Rapport         |       |             | Spectateurs : 4 000 Arbitrage : Neji Jouini | Spectateurs : 4 000 Arbitrage : Neji Jouini |

| 31 octobre 1992 | Chine   | 0 – 0 | Thaïlande | Hiroshima Stadium, Hiroshima                 |                                              |
| 15:00           |         |       |           | Spectateurs : 5 000 Arbitrage : Noh Byung-il | Spectateurs : 5 000 Arbitrage : Noh Byung-il |
| 15:00           | Rapport |       |           | Spectateurs : 5 000 Arbitrage : Noh Byung-il | Spectateurs : 5 000 Arbitrage : Noh Byung-il |

| 2 novembre 1992 | Arabie saoudite                                    | 4 – 0 | Thaïlande | Bingo Sports Park, Onomichi                 |                                             |
| 17:00           | Al-Owairan 4e · Al-Bishi 19e 72e · Al-Thuniyan 64e |       |           | Spectateurs : 4 000 Arbitrage : Ali Bujsaim | Spectateurs : 4 000 Arbitrage : Ali Bujsaim |
| 17:00           | Rapport                                            |       |           | Spectateurs : 4 000 Arbitrage : Ali Bujsaim | Spectateurs : 4 000 Arbitrage : Ali Bujsaim |

| 2 novembre 1992 | Qatar          | 1 – 2 | Chine               | Bingo Sports Park, Onomichi                 |                                             |
| 19:00           | Al-Sulaiti 20e |       | 44e 58e Peng Weiguo | Spectateurs : 4 500 Arbitrage : Badara Sène | Spectateurs : 4 500 Arbitrage : Badara Sène |
| 19:00           | Rapport        |       |                     | Spectateurs : 4 500 Arbitrage : Badara Sène | Spectateurs : 4 500 Arbitrage : Badara Sène |

### Tableau final
|  | Demi-finales                         | Demi-finales                |                        |   | Finale                               | Finale                               |
|  | Demi-finales                         | Demi-finales                |                        |   | Finale                               | Finale                               |
|  |                                      |                             |                        |   |                                      |                                      |
|  | 6 novembre 1992 / Hiroshima          | 6 novembre 1992 / Hiroshima |                        |   | 8 novembre 1992 / Hiroshima Big Arch | 8 novembre 1992 / Hiroshima Big Arch |
|  | 6 novembre 1992 / Hiroshima          | 6 novembre 1992 / Hiroshima |                        |   | 8 novembre 1992 / Hiroshima Big Arch | 8 novembre 1992 / Hiroshima Big Arch |
|  | Japon                                | 3                           |                        |   | 8 novembre 1992 / Hiroshima Big Arch | 8 novembre 1992 / Hiroshima Big Arch |
|  | Japon                                | 3                           |                        |   | 8 novembre 1992 / Hiroshima Big Arch | 8 novembre 1992 / Hiroshima Big Arch |
|  | Chine                                | 2                           |                        |   | 8 novembre 1992 / Hiroshima Big Arch | 8 novembre 1992 / Hiroshima Big Arch |
|  | Chine                                | 2                           | Japon                  | 1 |                                      |                                      |
|  | 6 novembre 1992 / Hiroshima          |                             | Japon                  | 1 |                                      |                                      |
|  |                                      | Arabie saoudite             | 0                      |   |                                      |                                      |
|  | Arabie saoudite                      | Arabie saoudite             | 0                      | 2 |                                      |                                      |
|  | Arabie saoudite                      |                             |                        | 2 |                                      |                                      |
|  | Émirats arabes unis                  | 0                           |                        |   |                                      |                                      |
|  | Émirats arabes unis                  | 0                           | Match pour la 3e place |   |                                      |                                      |
|  |                                      |                             |                        |   |                                      |                                      |
|  | 8 novembre 1992 / Hiroshima Big Arch |                             |                        |   |                                      |                                      |
|  |                                      |                             |                        |   |                                      |                                      |
|  | Chine t.a.b.                         | 1 (4)                       |                        |   |                                      |                                      |
|  | Chine t.a.b.                         | 1 (4)                       |                        |   |                                      |                                      |
|  | Émirats arabes unis                  | 1 (3)                       |                        |   |                                      |                                      |
|  | Émirats arabes unis                  | 1 (3)                       |                        |   |                                      |                                      |

#### Demi-finales
| 6 novembre 1992 | Japon                                    | 3 - 2 | Chine                       | Hiroshima Stadium, Hiroshima                       |                                                    |
| 16:30           | Fukuda 48e · Kitazawa 57e · Nakayama 84e |       | 1re Xie Yuxin · 70e Li Xiao | Spectateurs : 15 000 Arbitrage : Hossein Khoshkhan | Spectateurs : 15 000 Arbitrage : Hossein Khoshkhan |

| 6 novembre 1992 | Arabie saoudite               | 2 - 0 | Émirats arabes unis | Hiroshima Stadium, Hiroshima                       |                                                    |
| 19:00           | Al-Owairan 67e · Al-Bishi 80e |       |                     | Spectateurs : 12 000 Arbitrage : Rasheed Al-Jassas | Spectateurs : 12 000 Arbitrage : Rasheed Al-Jassas |

#### Match pour la3eplace
| 8 novembre 1992 | Chine             | 1 - 1 a.p. | Émirats arabes unis | Hiroshima Big Arch, Hiroshima                |                                              |
| 12:00           | Hao Haidong 15e   |            | 10e Ismaïl          | Spectateurs : 40 000 Arbitrage : Neji Jouini | Spectateurs : 40 000 Arbitrage : Neji Jouini |
| 12:00           | Tirs au but 4 - 3 |            |                     | Spectateurs : 40 000 Arbitrage : Neji Jouini | Spectateurs : 40 000 Arbitrage : Neji Jouini |

#### Finale
| 8 novembre 1992 | Japon     | 1 - 0 | Arabie saoudite | Hiroshima Big Arch, Hiroshima                    |                                                  |
| 14:35           | Takagi 6e |       |                 | Spectateurs : 50 000 Arbitrage : Jamal Al Sharif | Spectateurs : 50 000 Arbitrage : Jamal Al Sharif |

## Résultats
| Coupe d'Asie 1992 Vainqueur Japon 1er titre |